# Joseph Michel de Saint-Albin
Le baron Joseph Louis Albin Michel de Saint-Albin est un homme politique français né le 18 avril 1784 à Lyon et décédé le 4 mars 1858 à Passy.

## Biographie
Joseph Michel de Saint-Albin est le fils de Jean-François Michel, directeur des fournitures de sel de la Méditerranée, recteur de l'Hôpital de la Charité de Lyon, et de Claudine Morin. Il est le neveu du maire de Toulon Nicolas Joseph Chaubry de Blottières.
Receveur général des finances des Landes, puis de la Moselle, il est élu député de l'arrondissement électoral de Sarreguemines (Moselle), le 17 novembre 1827. 
Il siège discrètement dans la majorité soutenant les ministères de la Restauration jusqu'au renouvellement du 23 juin 1830, où il échoue.
À son nom de Joseph-Louis-Albin Michel, une ordonnance du 3 décembre 1817 l'autorise à ajouter celui de Saint-Albin. 
Il reçoit le titre de baron héréditaire, par lettres patentes du 8 mai 1830.
Il est maire de Saint-Saëns de 1837 à 1840.

### Distinction
- Chevalier de la Légion d'honneur

### Mariage et descendance
Il épouse à Neufchâtel en Bray le 3 mars 1819 Ernestine Le Mercher de Longpré d'Haussez (Neufchâtel en Bray, 26 juillet 1798 - Saint Saëns, 17 août 1850), fille de Charles Lemercher de Longpré, baron d'Haussez, ministre du Roi Charles X, officier de la Légion d'honneur, et de Rose Catherine Emilie Patry des Hallais. Dont uniquement une fille :
- Emilie Louise Michel de Saint Albin (Metz, 1er mai 1823 - Saint Saëns, 9 novembre 1878), mariée à Paris le 27 mai 1841 avec  François de Guignard de Saint-Priest, duc d'Almazan, grand d'Espagne de 1ère classe,  maire de Saint Saëns (Paris, 11 août 1818 - Saint Saëns, 16 mars 1894), fils d'Emmanuel Louis Marie de Guignard de Saint Priest, duc d'Almazan, grand d'Espagne de 1ère classe, ambassadeur de France, député de l'Hérault, et de Louise de Riquet de Caraman. Dont postérité[4].

## Sources
- « Joseph Michel de Saint-Albin », dans Adolphe Robert et Gaston Cougny, Dictionnaire des parlementaires français, Edgar Bourloton, 1889-1891 [détail de l’édition].
- V. Lacaine et Ch. Laurent, Biographies et nécrologies des hommes marquants du XIXe siècle, Tome 6, Paris, 1849, page 334.